# James Chappell
James Wiliam Chappell  (Cudworth (South Yorkshire), 25 maart 1915 - Pinellas County (Florida), 3 april 1973) was een Britse ijshockeyspeler. 
Chappell emigreerde als tienjarige naar Canada waar hij in aanraking kwam met ijshockey. Chappell werd geselecteerd voor de Olympische Winterspelen 1936 in het Duitse Garmisch-Partenkirchen. Chappell speelde mee in zes van de zeven wedstrijden tijdens deze spelen en hij won de gouden medaille in het ijshockeytoernooi.
Chappell werd met de Britse ploeg in 1937 en 1938 Europees kampioen.
Chappell nam tijdens de Tweede Wereldoorlog aan de landingen op de stranden van Normandië.
Chappell nam samen met zijn ploeggenoten van 1936 Archibald Stinchcombe en Gerry Davey deel aan de volgende Olympische Winterspelen in 1948 in het Zwitserse Sankt Moritz. Daar eindigde de Britse ploeg als vijfde.